# Macdonaldite
Macdonaldite är ett bariumsilikatmineral med den kemiska formeln BaCa4Si16O36(OH)2·10H2O. Mineralen beskrevs första gången 1964 och namngavs efter Gordon Andrew Macdonald, en amerikansk vulkanolog vid University of Hawaii.

## Egenskaper
Macdonaldite kristalliserar i det ortorombiska systemet och är anisotropisk med låg relief.

## Förekomst
Macdonaldite uppträder som ådror och sprickbeläggningar i en sanbornit- och kvartsbärande metamorf bergart. Den beskrevs första gången 1965 vid en upptäckt nära Big Creek-Rush Creek-området i Fresno County, Kalifornien. Den har också rapporterats från Mariposa och Tulare County i Kalifornien, samt från ett stenbrott i San Venanzo, Umbrien, Italien.